# Posentalen

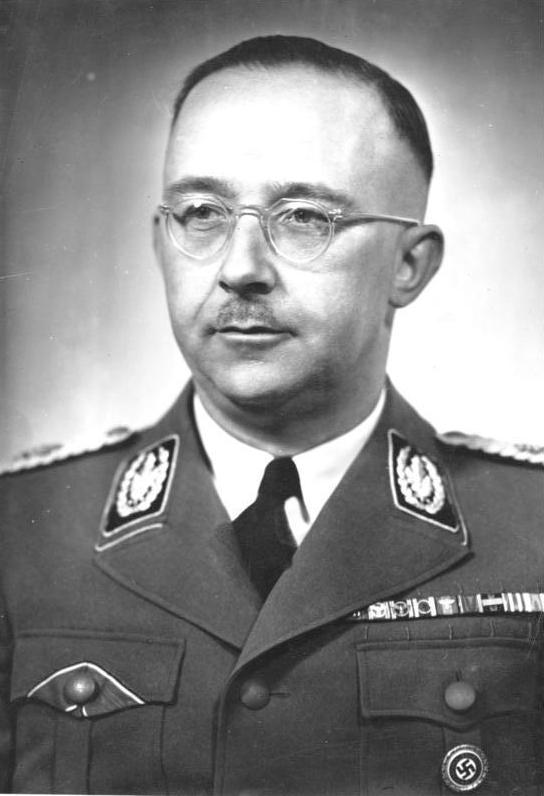
Heinrich Himmler.

Posentalen åsyftar två hemliga tal som Reichsführer-SS Heinrich Himmler höll i Posens stadshus den 4 oktober respektive den 6 oktober 1943. Himmler, chef för SS och den tyska polisen, talade oförblommerat om den pågående utrotningen av judar och andra för nazisterna misshagliga personer. De bevarade dokumenten visar att Nazitysklands regering planerade och genomförde Förintelsen.
Den 4 oktober 1943 talade Himmler inför 92 SS-generaler (33 Obergruppenführer, 51 Gruppenführer och 8 Brigadeführer) och yttrade bland annat följande:
| ” | Jag vill här inför er helt öppet beröra ett rätt allvarligt kapitel. En gång kommer vi oss emellan att kunna tala om det öppet, men vi kommer aldrig att tala om det offentligt. Lika lite som vi tvekade att göra vår plikt och lyda order den 30 juni 1934, då vi ställde upp kamrater som hade begått misstag mot en mur och sköt dem, talade vi då alls om det och kommer vi någonsin att tala om det. Det var en, tack och lov, i oss inneboende självklar taktkänsla som gjorde att vi aldrig diskuterade detta sinsemellan, aldrig talade om det. Var och en förskräcktes och ändå var envar klar över, att han skulle göra om det nästa gång om order gavs och om det var nödvändigt. Jag syftar nu på judeevakueringen, utrotandet av det judiska folket. Det är sådant som är lätt att säga. 'Det judiska folket utrotas', säger varje partikamrat, 'naturligtvis, det står i vårt program, eliminering av judarna, utrotning, det gör vi'. Och så kommer de alla, de präktiga 80 miljonerna tyskar, och var och en har sin anständiga jude. Naturligtvis är de andra svin, men just den här är en prima jude. Av alla dem som pratar på detta sätt har ingen sett på, ingen stått ut med det. De flesta av er vet vad det betyder när hundra lik ligger bredvid varandra, när 500 ligger där eller när 1000 ligger där. Att ha stått ut med detta, och – bortsett från undantag på grund av mänsklig svaghet – ha förblivit anständiga, det har gjort oss hårda. Detta är ett ärofullt blad i vår historia som aldrig skrivits och som aldrig kommer att skrivas, för vi vet hur svårt vi skulle ha det om vi ännu idag i varje stad – under bombanfallen och krigets bördor och umbäranden – hade judar som hemliga sabotörer, agitatorer och uppviglare. Om judarna fortfarande vistades i den tyska folkkroppen, skulle vi nu förmodligen ha kommit till det läge vi var i 1916/17. De förmögenheter de hade, har vi tagit ifrån dem. Jag har givit strikta order, som har utförts av Obergruppenführer Pohl, att denna förmögenhet, självklart, utan undantag ska tillfalla riket. Vi har inte behållit något för egen del. Enskilda som har felat straffas enligt en order som jag gav i början och som varnande: Var och en som tar så mycket som en mark är en död man. Ett antal SS-män – de är inte så många – har brutit mot denna order, och de kommer att dö utan förbarmande. Vi hade den moraliska rätten, vi hade plikten gentemot vårt folk att döda detta folk som ville döda oss. Men vi har ingen rätt att berika oss själva med en enda päls, en enda klocka, en enda mark, en enda cigarett eller någonting annat. Vi utrotade en bacill eftersom vi inte till slut ville bli sjuka av bacillen och dö av den. Jag tänker aldrig godta att ens den minsta lilla varhärd uppstår här och biter sig fast. Var den än skulle bildas, kommer vi gemensamt att bränna bort den. Allt som allt kan vi emellertid säga att vi har fullgjort denna ytterst svåra plikt av kärlek till vårt folk. Och vi har inte tagit någon skada av det i vårt inre, i vår själ, i vår karaktär. | „ |

Två dagar senare, den 6 oktober, utgjordes åhörarna av Gauleiter och Reichsleiter, det vill säga nazistpartiets elitskikt. Därtill närvarade Hitlerjugends ledare Arthur Axmann samt riksministrarna Albert Speer och Alfred Rosenberg. Även i detta tal berörde Himmler judeutrotningen:
| ” | Jag ansåg mig nämligen inte ha rätt att utrota männen – det vill säga, döda eller låta döda – och låta hämnare i form av barn växa upp för våra söner och sonsöner. Det svåra beslutet att låta detta folk försvinna från jorden måste fattas. För den organisation som måste fullgöra uppgiften var det den tyngsta vi någonsin haft. | „ |